# 矮万代兰
矮万代兰（学名：Vanda pumila）为兰科万代兰属下的一个种。

## 扩展阅读
- 維基物種上的相關：矮万代兰